# Julien Dillens

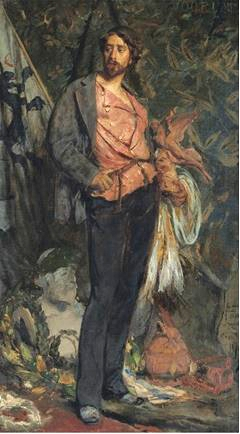
Julien Dillens (Léon Herbo, 1877).

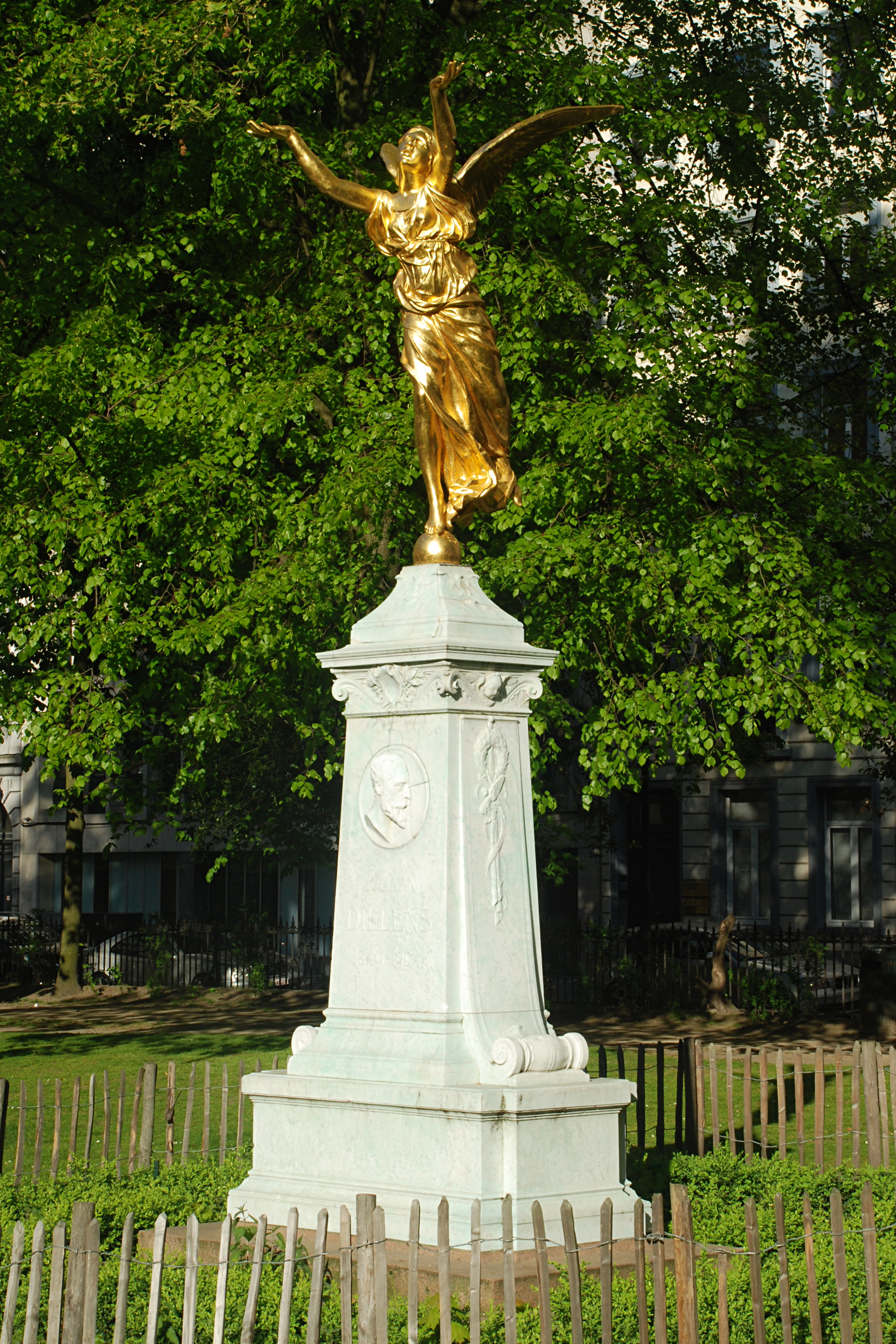
Monument voor Julien Dillens door Jules Lagae.

Julien Dillens (Antwerpen, 8 juni 1849 – Sint-Gillis, 24 december 1904) was een Belgische beeldhouwer en medailleur.
Dillens werd geboren als zoon van een schilder. Hij studeerde onder Eugène Simonis aan de Koninklijke Academie voor Schone Kunsten van Brussel. In 1877 ontving hij de Prijs van Rome voor Een Galliër gevangengenomen door de Romeinen. Dit stelde hem in staat om vier jaar lang de Italiaanse Renaissance te bestuderen. Hij ontwikkelde een nieuw concept waarbij beeldgroepen geïndividualiseerde personages kregen. In Brussel realiseerde hij in 1881 de groepen getiteld Het gerecht en Herkenbald, de Brusselse Brutus.
Het Koninklijke Musea voor Schone Kunsten van België en het museum van Elsene bezitten werk van Dillens.
Hij werkte samen met Rodin aan de versiering van het beursgebouw in Brussel. Hij leverde ook de beelden die tot in de Eerste Wereldoorlog op de De Smet de Naeyerbrug in Oostende stonden. De engelenbeelden met ontblote boezem leverden de brug haar bijnaam van "Tettebrug" op. Zijn meest bekende werk is misschien wel Hommage aan t' Serclaes, dicht bij de Brusselse Grote Markt.
Hij liet zijn buitenverblijf bouwen in het kunstenaarsoord Sint-Idesbald. Hij werd er dan ook bedacht met een straatnaam.
Tot in 1898 doceerde hij aan de Academie van Elsene. Daarna had hij een lesopdracht aan de Koninklijke Academie voor Schone Kunsten van Brussel.
Dillens stierf op 24 december 1904 in Brussel op 55-jarige leeftijd aan de gevolgen van kanker.

## Werken
- De Waterdraagster in Sint-Gillis
- sculpturen van Old England in Brussel

Werken van Julien Dillens
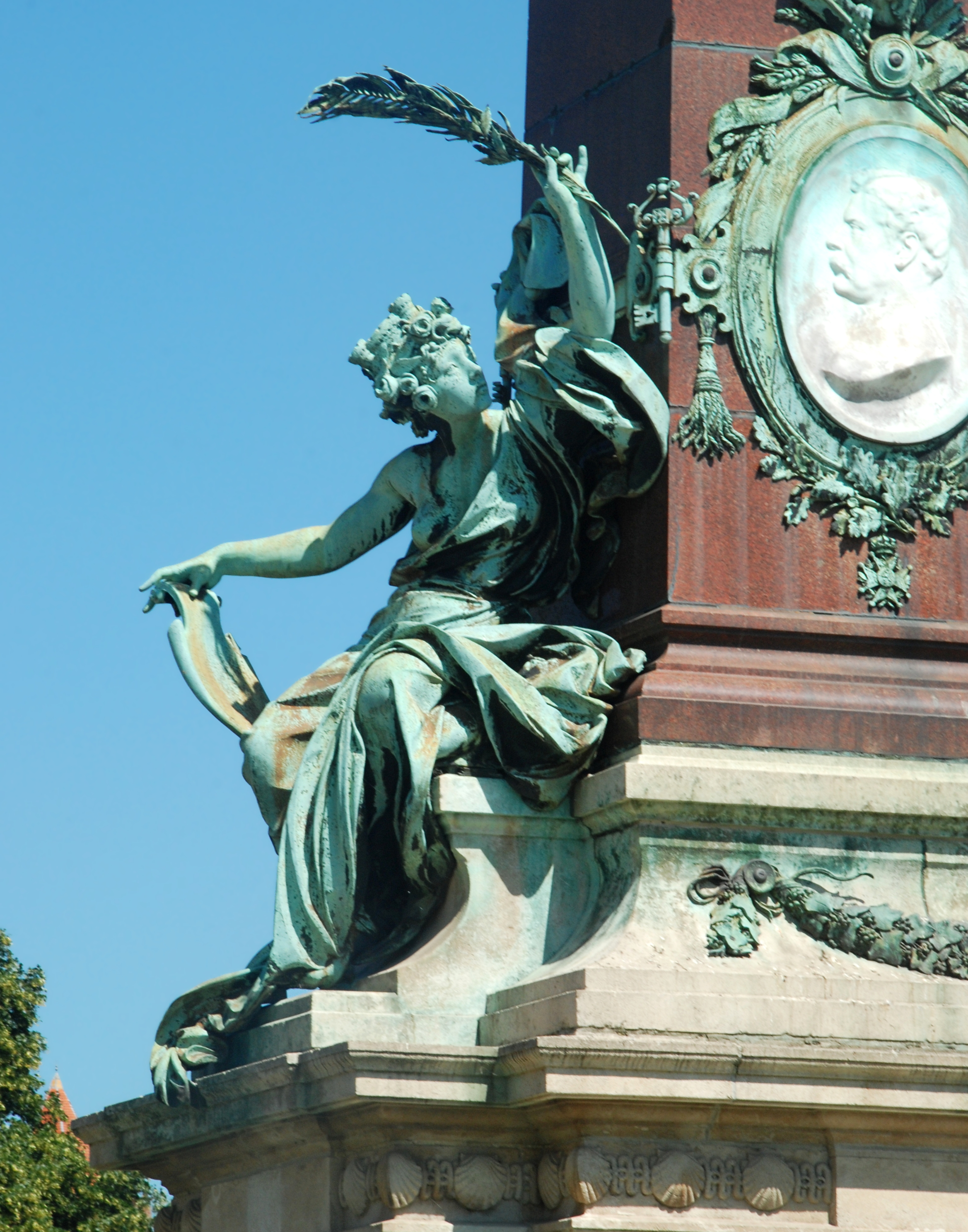
Erkentelijke Stad, 1897, détail van de Obelisk Anspach, Brussel.
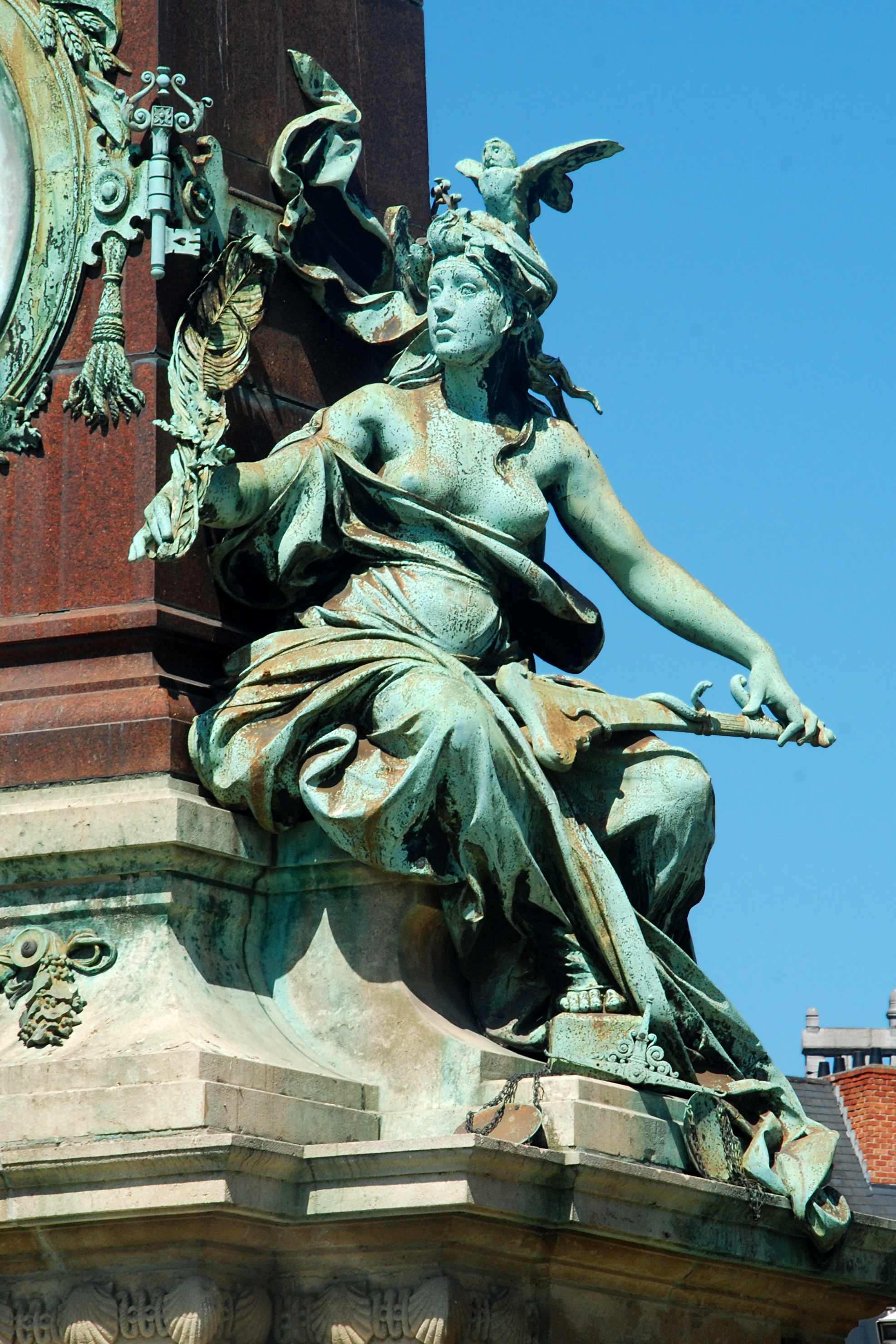
De Stadsmagistratuur, 1897, détail van de Obelisk Anspach, Brussel.
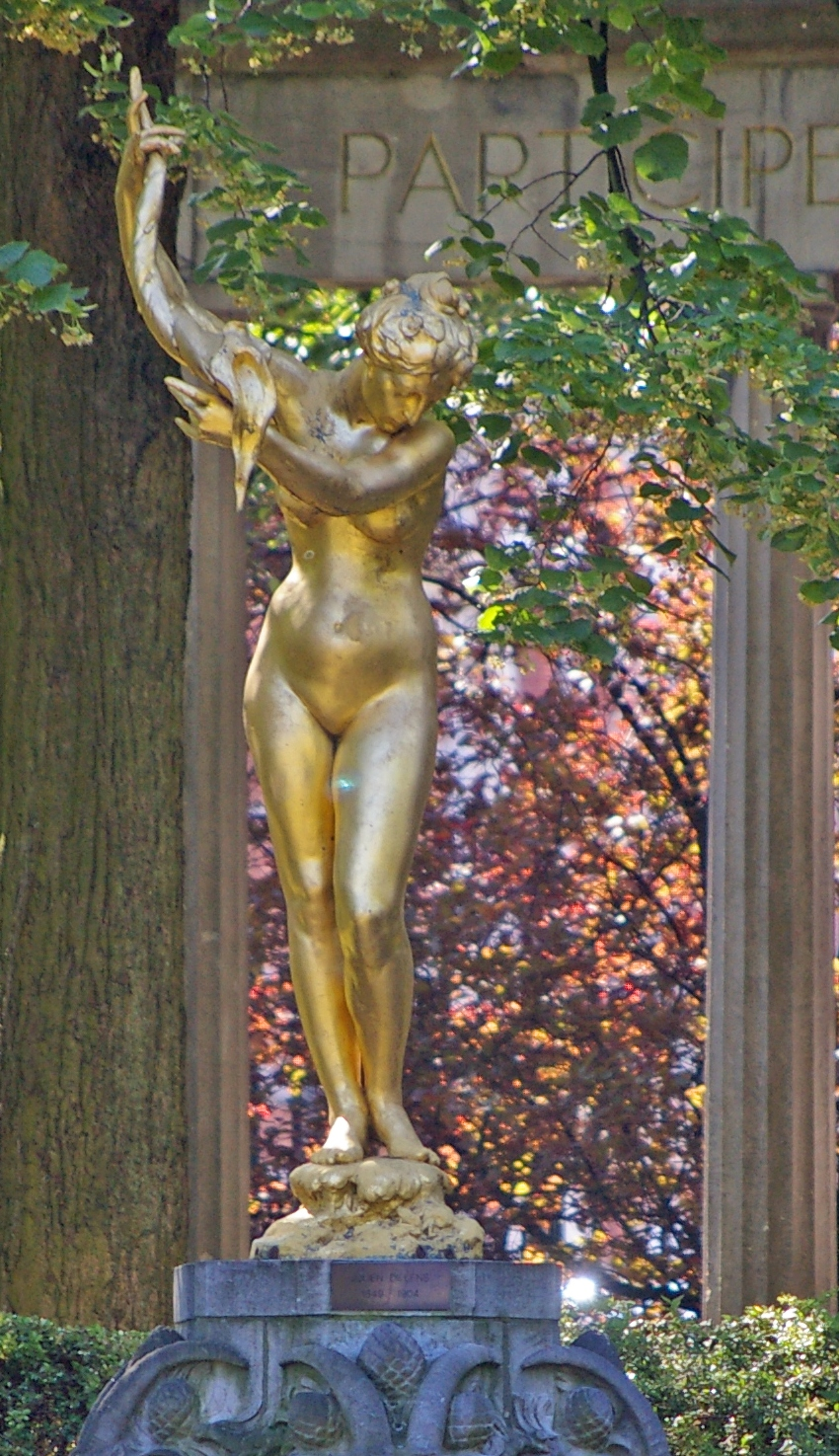
De bron, 1901, Armand Steurssquare,  Sint-Joost-ten-Node.
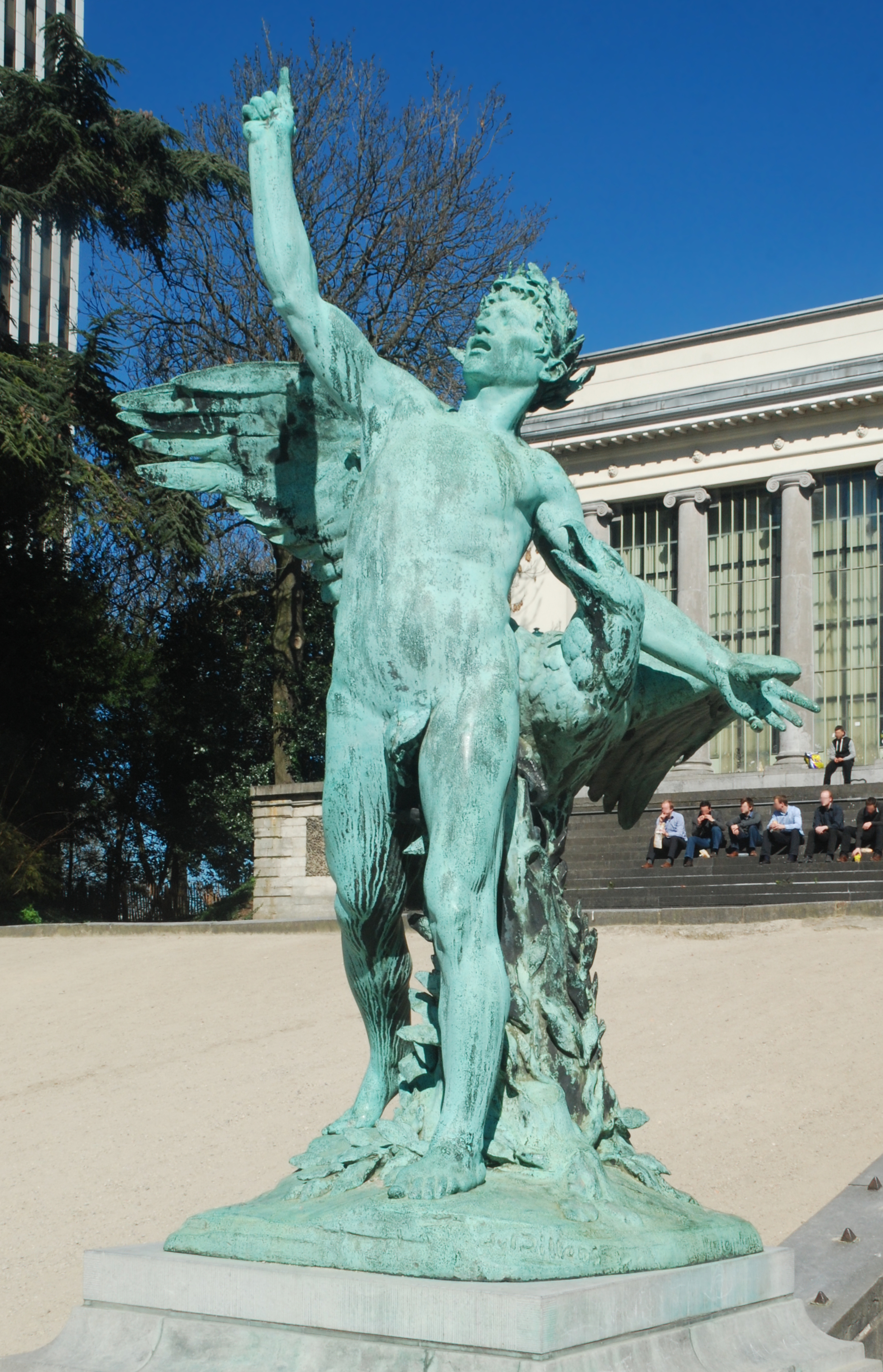
Laurel, Kruidtuin (Brussel.
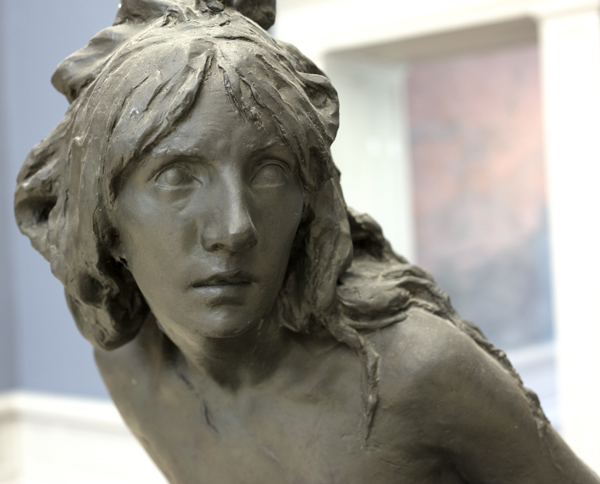
Enigma (MSK Gent).

- Bibliothèque nationale de France: cb149729580 (data)
- Gemeinsame Normdatei: 139085351
- International Standard Name Identifier: 0000 0000 6660 4393
- Library of Congress Control Number: n88142602
- RKD-Nederlands Instituut voor Kunstgeschiedenis: 23191
- Système universitaire de documentation: 231705670
- Union List of Artist Names: 500055978
- Virtual International Authority File: 12578491
- WorldCat: E39PBJmdrtHkR9Qc3vT3BxxqwC